# سفیدچشمه (جماعت)
سفیدچشمه (نام پیشین: سم‌سالیک) جماعت و شهرکی در کشور تاجیکستان است که در ناحیهٔ نورآباد ناحیه‌های تابع جمهوری قرار دارد. جمعیت این جماعت 6307 است.